# Марко, Мирча Алексеевич
Мирча Алексеевич Марко (род. 21 января 1979, Кишинёв) — ведущий телевизионных программ и продюсер на молдавском телевидении. Наибольшую известность получил как ведущий телепередач: «Moldova are Talent» (франшиза всемирно-известного шоу «Got talent)», «100 de moldoveni au zis» — франшиза проекта «Family Feud» и «Loteria Națională».

## Биография
Родился 21 января 1979 года в Кишинёве в семье ювелира и музейного работника. Его отец, Алексей Захарович Марко (1935—1993), был скульптором и ювелиром, членом союза художников Молдовы, мама — 1948-го г.р. была научным сотрудником в музее этнографии и естественной истории Молдовы.
В 1996-м году окончил лицей имени «Натальи Дадиани».
Высшее образование получил в кишинёвском педагогическом институте, окончив в 2002 году художественно-графический факультет.
Параллельно учился 2 года на актёрско-режиссёрском факультете в театральной академии при Театре с улицы Роз. Принимал участие в спектаклях и гастрольных турах театра.
Владеет русским и румынским языками.

## Карьера
Телевизионная карьера Мирчи Марко началась в 2004 году с авторского проекта «Patria Generation» на телеканале NIT.
В 2006-м Мирча Марко работал в качестве корреспондента в программе «Доброе Утро» на Первом канале.
Далее была музыкальная передача «Rington Chart» на телеканале (СТС Молдова), с 2008 по 2010 Мирча одновременно был задействован в производстве 3 передач на телеканале NIT.
В качестве ведущего передач «Звёздная ночь» и «Nit Dejun» (в тандеме с Борисом Ковалём)
, и в качестве продюсера и сценариста передачи «Gootsa Show».
За этим последовало сотрудничество с интернет порталом allfun.md, на платформе которого был создан первый в Молдове видеоблог «И не спорь со мной».
В 2011-м году Мирча Марко стал ведущим «Zoo Show» (9 сезонов), телепроекта, созданного на базе смешных видеороликов с домашними животными — был адаптацией американской передачи «The Planet’s Funniest Animals» и транслировался на телеканале Canal 2.
Также в 2012-м году стартовал телепроект «Istorii Incredibile» (5 сезонов). Передача была адаптацией проекта Beyond Belief: Fact or Fiction и выходила на телеканале Canal 3.
Наибольшую известность получил в 2013 году, как ведущий популярного шоу Moldova are talent. Шоу выходило в 2013 и 2014 годах на телеканале Prime — франшиза всемирно известного проекта «Got Talent» компании Fremantle. Соведущим Мирчи Марко в этом проекте был певец Адриан Урсу (Adrian Ursu).
Другой популярный проект, который вёл Мирча Марко — 100 de moldoveni au zis. Развлекательная телеигра, франшиза проекта «Family Feud» компании Freemantle. Передача выходила еженедельно на протяжении 2 лет на телеканале Prime.
С 2018 года Мирча Марко вместе с певицей Натальей Гордиенко ведёт еженедельное телешоу «Национальная лотерея Молдовы» (Loteria Națională), которое выходит на телеканале Prime.
В 2022-м году передача закрылась в связи с изменением в законодательстве Молдовы,  запрещающего рекламу лотерейных билетов в телевизионном эфире.
В 2025-м году запустил развлекательное YouTube-show на под названием “Sună un prieten”.

## Фильмография
Мирча Марко сыграл главную мужскую роль в исторической драме «Негодование» (Resentment, 2017) молдавского режиссёра Натальи Шауферт. «Негодование» - это художественный фильм, основанный на реальных событиях. Он рассказывает о приднестровском конфликте 1992-го года, о событиях, произошедших в Молдове после распада Советского Союза. В центре сюжета - история любви главной героини, мечтающей о семье и ребенке, в условиях вооруженного конфликта на Днестре.